# Anderåsberget
Anderåsberget är ett naturreservat i Orsa kommun i Dalarnas län.
Området är naturskyddat sedan 2015 och är 68 hektar stort. Reservatet består av gammeltallar (200-400 år) och gammal granskog med enstaka sälgar.